# Cyrtopodion kachhense
Cyrtopodion kachhensis là một loài thằn lằn trong họ Gekkonidae. Loài này được Stoliczka mô tả khoa học đầu tiên năm 1872.